# Liseron des haies
Calystegia sepium
Espèce
Statut de conservation UICN

 LC  : Préoccupation mineure

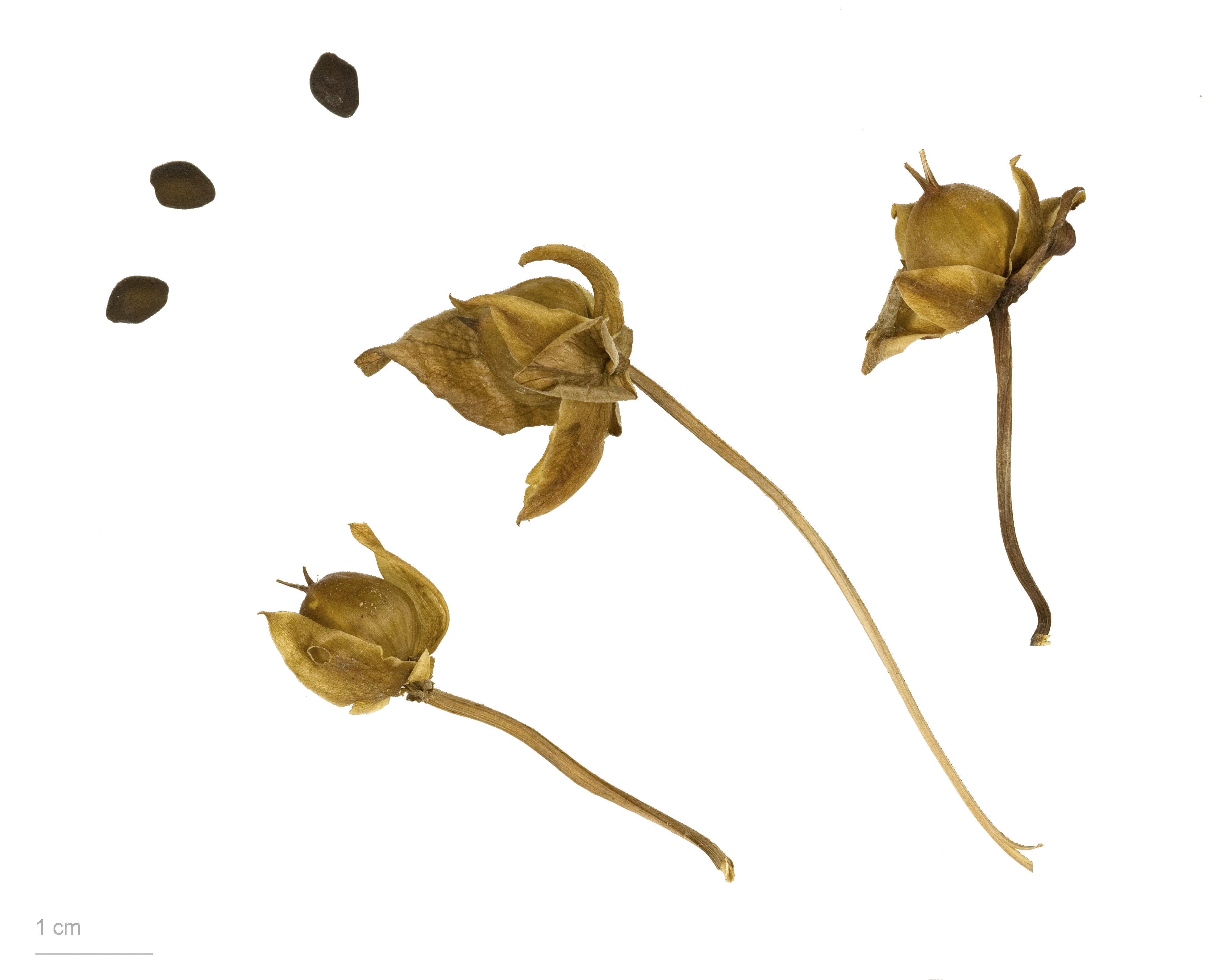
Calystegia sepium - Muséum de Toulouse.

Calystegia sepium, le Liseron des haies, Grand liseron, ou Manchette de la Vierge, est une espèce de plantes herbacées grimpantes, vivaces, de la famille des Convolvulaceae, de la tribu des Convolvuleae, courante dans les buissons et les haies. Elle est aussi cultivée pour l'ornement des jardins.

## Systématique
Le nom scientifique complet (avec auteur) de ce taxon est Calystegia sepium (L.) R.Br. 1810.
L'espèce a été initialement classée dans le genre Convolvulus sous le basionyme Convolvulus sepium L..
Ce taxon porte en français les noms vernaculaires ou normalisés suivants : grand liseron,, liseron des haies,, veillée, calystégie des haies, campanette, chemise, clochette, évenille, grande vrillée, grand lignot, liset, manchette de la Vierge, manchette de Notre-Dame.
Calystegia sepium a pour synonymes homotypiques, :
- Convolvulus sepium L. (basionyme)
- Volvulus sepium (L.) Medik.

## Liste des taxons infraspécifiques
Liste des sous-espèces, variétés et formes selon GBIF (15 mars 2022) :
- Calystegia sepium subsp. americana (Sims) Brummitt
- Calystegia sepium subsp. angulata Brummitt
- Calystegia sepium subsp. appalachiana Brummitt
- Calystegia sepium subsp. erratica Brummitt
- Calystegia sepium subsp. limnophila (Greene) Brummitt
- Calystegia sepium subsp. roseata Brummitt
- Calystegia sepium subsp. sepium
- Calystegia sepium subsp. spectabilis Brummitt
- Calystegia sepium var. hirsuta K.T.Fu
- Calystegia sepium var. repens (L.) Mohlenbr., 1975
- Convolvulus sepium var. maritimus Gouan, 1764
- Calystegia sepium f. alba Y.N.Lee, 1996
- Calystegia sepium f. colorata
- Calystegia sepium f. malachopylla (Fernald) D.Löve & J.-P.Bernard
- Calystegia sepium f. schizoflora
- Calystegia sepium f. sepium

Liste des sous-espèces selon Plants of the World online (POWO) (15 mars 2022) :
- Calystegia sepium subsp. americana (Sims) Brummitt (1965)
- Calystegia sepium subsp. angulata Brummitt (1980)
- Calystegia sepium subsp. appalachiana Brummitt (1980)
- Calystegia sepium subsp. baltica Rothm. (1963)
- Calystegia sepium subsp. erratica Brummitt (1980)
- Calystegia sepium subsp. limnophila (Greene) Brummitt (1965)
- Calystegia sepium subsp. roseata Brummitt (1967)
- Calystegia sepium subsp. sepium
- Calystegia sepium subsp. spectabilis Brummitt (1971)

## Description
Plante grimpante dont les tiges volubiles peuvent atteindre jusqu'à 5 m de long.
Feuilles, alternes, sagittées (en forme de fer de flèche) à long pétiole, à limbe entier, à pointe aiguë, munies de deux oreillettes à la base. Ce limbe assez développé peut atteindre 10 cm de large et 15 cm de long.
Les fleurs qui apparaissent de mai à septembre (la lumière d'un clair de lune suffit pour qu'elles s'ouvrent) sont grandes, jusqu'à 6 cm de long, blanches, et isolées sur des rameaux latéraux, portées par un long pédoncule (plus long que la fleur). Persistant plusieurs jours, elles se ferment la nuit et se rouvrent le matin. Calice à 5 sépales, recouvert de deux bractées sépaloïdes. Corolle en entonnoir formée de cinq pétales concrescents, cinq étamines, l'ovaire supère portant deux stigmates.
Les fruits sont des capsules de forme ovoïde de 10 mm de long, renversés à maturité du fait que le pédoncule se recourbe vers le bas.
La plante est vivace par ses rhizomes cylindriques, blancs, très ramifiés. Les tiges rampantes s'enracinent très facilement.

## Distribution
Plante cosmopolite, spontanée dans toutes les régions tempérées, en Europe, Asie (Proche-Orient, Moyen-Orient, Caucase, Sibérie, Extrême-Orient), Afrique du Nord, Australie, Amérique du Nord et du Sud.
Préfère les terrains fertiles, frais à humides.

## Utilisation
Cultivée comme plante ornementale pour son aspect très décoratif.
Employée en médecine populaire comme purgatif doux.[réf. nécessaire]
C'est une plante médicinale, elle soigne le foie, l'insuffisance hépatique et ses manifestations (constipation, migraine, etc.).[réf. nécessaire]